# UFC 17
UFC 17:  Redemption var en mixed martial arts-gala arrangerad av Ultimate  Fighting Championship (UFC) i  Mobile i  Alabama i  USA på Mobile  Civic Center den 15 maj 1998.